# 532 Херкулина
532 Herculina је астероид главног астероидног појаса са пречником од приближно 222,39 km.
Афел астероида је на удаљености од 3,265 астрономских јединица (АЈ) од Сунца, а перихел на 2,278 АЈ.
Ексцентрицитет орбите износи 0,178, инклинација (нагиб) орбите у односу на раван еклиптике 16,312 степени, а орбитални период износи 1685,690 дана (4,615 године).
Апсолутна магнитуда астероида је 5,81 а геометријски албедо 0,169.
Астероид је откривен 20. априла 1904. године.